# معهد الأمم المتحدة الدولي للبحث والتدريب من أجل النهوض بالمرأة
كان معهد الأمم المتحدة الدولي للبحث والتدريب من أجل النهوض بالمرأة (بالإنجليزية: United Nations International Research and Training Institute for the Advancement of Women)‏ كما يعرف اختصاراً(بالإنجليزية: UN-INSTRAW)‏ هيئة الأمم المتحدة الرائدة في مجال البحوث وإدارة المعرفة وتنمية قدرات المساواة بين الجنسين وتمكين المرأة. لقد أسفرت نُهج المعهد التشاركية والابتكارية في مجال البحوث عن بيانات ونتائج مصنفة حسب نوع الجنس والتي ساعدت على تحسين تصميم برامج التدريب وبناء القدرات وتعزيز قدرة أصحاب المصلحة على معالجة المنظورات الجنسانية وإدماجها بفعالية في جميع السياسات والبرامج والمشاريع. يعمل المعهد في شراكة مع الحكومات ومنظومة الأمم المتحدة والمجتمع المدني والأوساط الأكاديمية.

## منظمة
المعهد فرع تابع للجمعية العامة للأمم المتحدة.
تم تأسيسه بناءً على توصية من المؤتمر العالمي للسنة الدولية للمرأة 1975 في المكسيك من خلال المجلس الاقتصادي والاجتماعي التابع للأمم المتحدة (ECOSOC) وبدأ تشغيله في عام 1979. منذ عام 1983، تقع مكاتبها الرئيسية في سانتو دومينغو، عاصمة جمهورية الدومينيكان. وهي تركز على النهوض بالمرأة من خلال البحث والتدريب وتمويلها من خلال المساهمات التي تقدمها معظمها المنظمات الحكومية أو الجهات المانحة الخاصة.